# 原子小金剛 (遊戲)
《原子小金剛》是一個於2009年製作，基於電腦動畫電影的動作電子遊戲。這個遊戲於2009年10月20日全球性發行，主要是為了配合同名電影於三天後的上映。其內容主角的配音員包括了佛萊迪·海默爾以及基絲汀·貝爾等人，也就是原本電影中相同對應角色的配音員。這個遊戲在北美的發行商為「D3 Publisher」，可運作的平台包括了Wii、PlayStation 2、PlayStation Portable以及Nintendo DS。該發行商也同樣會在日本發行這個遊戲，但是只會發行適用於PSP的版本。

## 劇情
在遊戲中，玩家成為了故事中的主角——原子小金剛（Astro）。他必須要穿梭在街道和天空中，拯救即將被邪惡的史東（Stone）以及其機器人大軍摧毀的天空之城（Metro City）。

## 遊戲內容
遊戲中的主角亞斯卓的能力是完全依照電影中情節所述的，其特殊能力以及武器包括手指雷射、手臂大砲以及機關槍等。玩家必須在天空之城或地球表面上面對並攻擊一大群的機器人敵人或者是龐大的頭目。玩家同時也可以利用亞斯卓腳下特殊的火箭發射器來飛翔，或躲避敵人。
遊戲中也有許多可以解開並收集的元件，包括了有關角色的特殊藝術作品或不同種類的原子小金剛等。同時，若是在Wii或者是PS2上使用，玩家也可以使用雙人遊戲模式，在遊戲中一次可以出現兩個角色。

## 外部連結
- 《原子小金剛》官方網站
- 《原子小金剛》 （页面存档备份，存于）於IGN
- 《原子小金剛》 （页面存档备份，存于）於GameSpot